# Sadduk
Sadduk (auch „Zadok“ oder „Sadduk der Pharisäer“ genannt, hebräisch צדיק ṣaddīq, deutsch ‚Gerechter‘) war ein jüdischer Rebell, der zusammen mit Judas dem Galiläer gegen die römische Oberherrschaft zur Zeit Jesu aufbegehrte. Der Beginn seiner politischen Aktivitäten fällt in die Zeit des Coponius, der als erster römischer Präfekt in Judäa amtierte und etwa von 6 bis 9 n. Chr. für dieses Gebiet zuständig war. Der Auslöser für ihre Rebellion war die Volkszählung und Vermögensschätzung, die unter Quirinius stattfand und auf großen Widerstand in der Bevölkerung stieß. Sie wiegelten das Volk zum Widerstand gegen die Römer auf.
Nach Flavius Josephus vertrat er eine ideologische Richtung, die er von den drei traditionellen „Philosophenschulen“ der Juden (den Sadduzäern, den Pharisäern und den Essenern) getrennt behandelt. Er beschreibt ihn als einen der geistigen Väter eines radikalen Pharisäertums, der zu einem Wegbereiter eines jüdisch-nationalen Extremismus und Fanatismus wurde.
Diese sogenannten „Zeloten“ („Eiferer“) verübten terroristische Attentate auf Vertreter des römischen Herrschaftssystems. Dies führte schließlich 66 n. Chr. zum Aufstand der Juden, der 70 n. Chr. mit der Zerstörung des Tempels in Jerusalem und des jüdischen Staates endete.